# Bucephalacris boliviana
Bucephalacris boliviana är en insektsart som beskrevs av Bruner, L. 1920. Bucephalacris boliviana ingår i släktet Bucephalacris och familjen gräshoppor. Inga underarter finns listade i Catalogue of Life.